# Nikolaï Oustrialov
Nikolaï Vassilievitch Oustrialov (en russe : Никола́й Васи́льевич Устря́лов, né le 25 novembre 1890 à Saint-Pétersbourg et mort le 14 septembre 1937, est l'un des pionniers du national-bolchévisme russe. 
Son grand-oncle était Nikolaï Guerassimovitch Oustrialov (1805-1870) - archéographe, membre de l'Académie des sciences de Saint-Pétersbourg.

## Biographie
Oustrialov est né à Saint-Pétersbourg. Il est diplômé en droit de l'université de Moscou en 1913. Enseignant à l'université de Moscou, il était initialement membre du Parti constitutionnel démocrate,. Oustrialov appartenait à une tendance d'intellectuels slavophiles,,, bien qu'il se soit écarté tôt de ses contemporains en étant moins enthousiaste à propos de l'Église orthodoxe que ceux de Sergueï Boulgakov et de Pierre Struve. 
Il a commencé comme partisan des « Blancs » dans la guerre civile russe et a servi sous le commandement d'Alexandre Kolchak. Cependant, Oustrialov a changé d'opinion en faveur d'une fusion du nationalisme et du bolchévisme, le nouveau communisme étant présenté comme le meilleur espoir de rétablir la Russie en tant que puissance internationale. Parmi les œuvres écrites d'Oustrialov figuraient des contributions à Les problèmes de la Grande Russie et au Matin de la Russie, deux journaux pré-bolcheviques dans lesquels il plaidait pour l'unité des Slaves et se réjouissait du renversement du pouvoir tsariste. En exil, il fonde la revue Okno (Fenêtre) avec d'autres dissidents et publie en 1921 son recueil de fond, Smena vekh (Changement de repères), dans lequel il expose ses théories du nationalisme et donne lieu à un hebdomadaire, également intitulé Smena vekh. Principal idéologue du mouvement « Smenovekhovstvo »,, Oustrialov utilisa des écrits tels que Dans le combat pour la Russie (1920) et Sous le signe de la révolution (1925) pour argumenter contre les vues de Struve. 
Se déclarant inspiré par des personnalités telles que le général Alexeï Broussilov et Vladimir Pourichkevitch, qui avaient tous deux déclaré qu'ils serviraient les bolcheviks dans l'intérêt de la Russie, Oustrialov a appelé à une réconciliation avec l'Union soviétique, seuls les bolchéviks pouvant garantir la sécurité. Avec l'introduction de la nouvelle politique économique, Oustrialov vit le début d'un processus de « normalisation » en Union soviétique et affirma que de plus en plus, l'URSS était comme un radis en ce sens qu'elle était rouge à l'extérieur mais blanche à l'intérieur. Oustrialov ne s'est pas considéré comme un communiste, rejetant l'idéologie comme une importation étrangère, mais a commencé à utiliser le terme national-bolchévique après l'avoir découvert dans les écrits du dissident allemand Ernst Niekisch.
En dépit de son enthousiasme, Oustrialov fut rejeté comme ennemi par Vladimir Lénine et vécut en exil à Harbin, en Mandchourie. Il a travaillé comme conseiller au chemin de fer de la Chine en Extrême-Orient (KVZhD). Il a été doyen de la faculté de droit de Harbin de 1920 à 1924.
Les attitudes vis-à-vis du national-bolchévisme s'étant dégelées sous Staline, Oustrialov put retourner en Union soviétique en 1935. Le passé d'Oustrialov en tant que Blanc marquait cependant contre lui et il s'efforçait de trouver un emploi ou même d'être accepté en tant que citoyen soviétique à Moscou.
Finalement, il a été envoyé dans un goulag. En 1937, lors de la Grande Purge, il fut arrêté pour espionnage et « agitation antisoviétique. » Le 14 septembre 1937, il fut condamné à la peine de mort et exécuté le même jour. Il sera réhabilité le 20 septembre 1989, à l'ère de la perestroïka.